# Filip af Orléans (1838-1894)
Prins Filip af Orléans (Ludvig Filip Albert; fransk: Louise Philippe Albert; 24. august 1838 – 8. september 1894) var en fransk prins, der var tronfølger i Frankrig fra 1842 til 1848.
Filip var den ældste søn af Prins Ferdinand Filip af Orléans og Helene af Mecklenburg-Schwerin og sønnesøn af Kong Ludvig-Filip af Frankrig. Faderen var tronfølger i Frankrig fra indførelsen af Julimonarkiet i 1830 med titlen kongelig prins og efterfølgende hertug af Orléans (fransk: Duc d'Orléans). Faderen døde som 31-årig i 1842, hvorefter den mindreårige Filip overtog positionen som tronfølger. Han kom dog aldrig til at efterfølge sin farfar, der måtte abdicere ved Februarrevolutionen og Julimonarkiets sammenbrud. Han og hans familie måtte efterfølgende gå i eksil i England, hvor han døde i 1894.